# Éric Caritoux
Éric Caritoux (Carpentras, 16 de agosto de 1960) é um ex-ciclista francês. Atuou profissionalmente entre os anos de 1983 e 1994, durante os quais conseguiu catorze vitórias.
Descoberto por Jean de Gribaldy, o maior sucesso da sua carreira profissional foi a vitória na Volta a Espanha de 1984, por sozinho seis segundos de vantagem sobre o espanhol Alberto Fernández.

## Títulos
| - 1982 - Tour de Vaucluse, mais 1 etapa - 1983 - Grande Premeio d'Aix-en-Provence - 1 etapa do Tour de Vaucluse - 1984 - Volta a Espanha, mais 1 etapa - 1 etapa da Paris-Nice - Tour de Haut-Var - 1985 - 1 etapa do Tour do Mediterrâneo - 1986 - Troféu dos Escaladores | - 1988 - Campeão da França em estrada - 1989 - Campeão da França em estrada - 1990 - 1 etapa do Midi Livre - 1991 - Tour de Haut-Var - 1993 - 1 etapa do Tour de l'Ain |

## Resultados nas grandes voltas
| Corrida            | 1983 | 1984 | 1985 | 1986 | 1987 | 1988 | 1989 | 1990 | 1991 | 1992 | 1993 | 1994 |
| ------------------ | ---- | ---- | ---- | ---- | ---- | ---- | ---- | ---- | ---- | ---- | ---- | ---- |
| Giro d'Italia      | -    | -    | -    | -    | 21.º | -    | -    | -    | -    | -    | -    | -    |
| Tour de France     | 24.º | 14.º | 24.º | 20.º | 23.º | 18.º | 12.º | Ab.  | 17.º | 37.º | 37.º | 22.º |
| Volta a Espanha    | -    | 1.º  | 6.º  | -    | -    | 11.º | Ab.  | -    | -    | -    | -    | -    |
| Mundial em Estrada | -    | 7.º  | -    | -    | -    | 27.º | -    | -    | -    | -    | -    | -    |

-: não participa

Ab.: abandono

## Equipes
- SEM-France Loire (1983)
- SKIL (1984-1985)
- Fagor (1986-1987)
- KAS (1988)
- RMO (1989-1992)
- Chazal (1993-1994)